# Szemlér Ferenc (költő, 1871–1938)
Szemlér Ferenc, id. (Székesfehérvár, 1871. november 24. – Brassó, 1938. március 18.) magyar költő, elbeszélő, magyar nyelvész, fia Szemlér Ferenc (1906–1978).

## Életútja
Szülővárosában érettségizett, Budapesten nyert magyar–német nyelvszakos tanári oklevelet (1896). Három évig Marosvásárhelyen, 1896–1902 között Brassóban, majd 15 évig Székelyudvarhelyen tanított. 1917-től újra Brassóban a Római Katolikus Főgimnázium igazgatója 1933-ban történt nyugdíjazásáig.
Már egyetemista korában több budapesti újságban és folyóiratban jelentek meg versei, prózai írásai. Költészetét a 20. századvégi pátosz jellemzi; mély emberi érzés és az emberek jóságába vetett hit csendül ki szonettjeiből és alkalomszerű ódáiból. Ezek egyikét, gyászdalát Erzsébet magyar királyné emlékére Gaál Pál zenésítette meg.
Német és román nyelvről fordított verseket. Brassóban 1919-ben Brassói Új Lap címmel újságot szerkesztett és adott ki, amely azonban anyagi támogatás hiányában pár szám után megszűnt.

## Nyelvészeti munkája
- Régi és ritka magyar szavak az új magyar Tassóban (Magyar Nyelvőr, 1896).

## Kötete
- Szerencsés András, avagy Mit tehet az igaz buzgóság (elbeszélések); Szent István Társulat, Budapest, 1894 (Népiratkák)